# Tinkara Kovač
Tinkara Kovač er en slovensk sangerinde og fløjtenist, født den 3. september 1978. Den 8. marts 2014 vandt hun EMA 2014, den slovenske forhåndsudvælgelse til Eurovision Song Contest 2014, med nummeret "Spet / Round and Round". Hun repræsenterede efterfølgende Solvenien med nummeret ved Eurovision 2014 i København, nu blot med titlen "Round and Round". Sangen gik videre fra den anden semifinale den 8. maj, men blev kun nummer 25, og dermed næstsidst, ved finalen to dage senere.